# ميلوراد يانكوفيتش
ميلوراد يانكوفيتش (بالصربية: Милорад Јанковић)‏ هو لاعب كرة قدم صربي في مركز الهجوم، ولد في 10 أغسطس 1940 في Jakovac ‏ في صربيا، وتوفي في 24 ديسمبر 2020. شارك مع منتخب يوغوسلافيا لكرة القدم. أما مع النوادي، فقد لعب مع رادنيتشكي نيش.

## وصلات خارجية
- ميلوراد يانكوفيتش على موقع قاعدة بيانات كرة القدم.إي يو (الإنجليزية)
- ميلوراد يانكوفيتش على موقع ناشيونال فوتبول تيمز (الإنجليزية)
- ميلوراد يانكوفيتش على موقع عالم كرة القدم.نت (الإنجليزية)